# Modibo Keita
Modibo Keita (31 tháng 7 năm 1942 - 2 tháng 1 năm 2021) là chính trị gia Mali, được bổ nhiệm làm Thủ tướng Mali từ ngày 9 tháng 1 năm 2015 đến ngày 9 tháng 4 năm 2017.